# 26855 Yasukohasegawa
26855 Yasukohasegawa este o planetă minoră (asteroid), cu un diametru de 9,243 km, din centura de asteroizi. A fost descoperită pe 17 noiembrie 1992 la Kitami Observatory⁠(d) de Kin Endate. 
Obiectul prezintă o orbită caracterizată de o semiaxă mare de 2,9111806 UAi, o excentricitate de 0,17, o înclinație de 5,52532 ° în raport cu ecliptica.